# جمال الحاج
جمال الحاج (28 أغسطس 1971) هو مدرب كرة قدم لبناني ولاعب سابق.

## المسيرة الكروية
بدأ الحاج مسيرته مع النجمة، وكان هداف الدوري اللبناني الممتاز 1989–90 مسجلًا 12 هدف في موسمه الأول، وتفوّق على فادي علوش وياسر منصور من التضامن بيروت الذين سجلا 8 أهداف. ظلّ مع النجمة 14 سنة، وأصبح قائد الفريق، قبل أن ينتقل إلى العهد في 2004.

## المسيرة الدولية
مثل جمال الحاج منتخب لبنان لكرة القدم.

## المسيرة التدريبية
قبل بداية موسم 2017–18، عيّن مدربًا للنجمة، لكن تمّت إقالته بعد شهرين.

## الحياة الشخصية
جمال الحاج متزوج ولديه إبنان، يوسف وعلي، وكلاهما يلعب كرة القدم.

## الإنجازات

### النادي
النجمة
- الدوري اللبناني الممتاز: 1999–00، 2001–02، 2003–04
- كأس لبنان: 1996–97، 1997–98
- كأس النخبة اللبناني: 1996، 1998، 2001، 2002، 2003
- كأس السوبر اللبناني: 2000، 2002

### الفردية
المستوى
- هداف الدوري اللبناني الممتاز: 1989–90